# دماغه داگون
دماغه داگون (به فرانسوی: pointe d'Agon) دماغه داگون شبه جزیره‌ای که درمیان دلتای رود سن و اقیانوس اطلس که در ۴ کیلومتری جنوب شهر اگون-کاتان‌ویل فرانسه واقع شده است؛ اهمیت دماغه داگون به فانوس دریایی است که در سال ۱۸۵۶ ساخته شده‌است که به ملوانان و دریانوردان کمک می‌کند که در شب بتوانند مسیر خود را گم نکنند. دماغه داگون علاوه بر فانوس دریایی دارای یک پلاژ برهنگی است.